# Erhard Heiden
Erhard Heiden (ur. 23 lutego 1901, zm. we wrześniu 1933) – dowódca (Reichsführer) SS, członek ruchu nazistowskiego od najwcześniejszych lat (nr NSDAP – 74, nr SS – nieznany).

## Życiorys
Od kwietnia 1923 członek Stosstrupp Adolf Hitler – oddziału sformowanego do ochrony Adolfa Hitlera; od 1925 członek Schutzstaffeln (SS) – nowej formacji, stworzonej w miejsce nieistniejącego po puczu monachijskim Stosstrupp Adolf Hitler. Od marca 1927 pełnił funkcję Reichsführera SS, nosząc w tym czasie stopień SS-Sturmbannführera. Zastępcą Heidena został Heinrich Himmler, przyszły twórca potęgi SS.
W czasie kierowania SS Heiden, podobnie jak jego poprzednik Joseph Berchtold, nie potrafił skutecznie przeciwstawiać się działaniom dowództwa SA, zmierzającym do zahamowania rozwoju SS. Pomimo iż starał się podnosić karność i dyscyplinę w podległych sobie oddziałach, nie zdołał zapobiec upadkowi ich morale. Ponadto, w czasie jego kierownictwa, liczebność SS spadła z 1000 do 280 osób.
Na początku 1929, kiedy wyszły na jaw jego powiązania z policją Republiki Weimarskiej (ponoć miał być w 1920 jej agentem), Heiden został usunięty ze stanowiska Reichsführera SS (z dniem 29 stycznia 1929). Nie odegrał już potem znaczącej roli. Zmarł w niejasnych okolicznościach we wrześniu 1933.